# Three Sisters (telenovela)
Três Irmãs ( hangul: 세자매; rr: Sejamae ) é uma telenovela sul-coreana de 2010 protagonizada por Myung Se-bin, Yang Mi-ra, Jo An, Song Jong-ho, Shim Hyung-tak e Kim Young-jae . O drama diário incide sobre a vida de duas gerações de três irmãs, retratando as suas relações e as dificuldades que enfrentam. Foi emitido no canal SBS, de segunda a sexta às 19:15, entre 19 de abril e 27 de outubro de 2010, num total de 123 episódios.